# دوري ماكاو لكرة القدم 2007
دوري ماكاو لكرة القدم 2007 هو موسم من دوري ماكاو لكرة القدم. أشرف على تنظيمه اتحاد ماكاو لكرة القدم، وكان عدد الأندية المشاركة فيه 10، وفاز فيه G.D. Lam Pak ‏.